# Ứng dụng tử thần
Ứng dụng tử thần (tiếng Anh: Countdown) là một bộ phim kinh dị siêu nhiên của Mỹ năm 2019 do Justin Dec đạo diễn và viết kịch bản, và có sự tham gia của Elizabeth Lail, Jordan Calloway, Talitha Bateman, Tichina Arnold, P.J. Byrne, Peter Facinelli, Anne Winters và Tom Segura. Cốt truyện theo chân một nhóm người phát hiện ra một ứng dụng di động cho biết chính xác khi nào họ sẽ chết. Phim được phát hành tại Hoa Kỳ vào ngày 25 tháng 10 năm 2019 bởi STX Entertainment, nhận được những đánh giá tiêu cực từ các nhà phê bình. Dù vậy, bộ phim thu về 48 triệu đô trên toàn thế giới so với kinh phí làm phim 6,5 triệu đô, biến nó trở thành một bộ phim thành công về mặt thương mại.

## Cốt truyện
Một ứng dụng mang tên Countdown sẽ cho bạn biết bạn còn sống được bao lâu nữa khiến cho nhiều người tò mò tải về. Những tưởng đây chỉ là một trò đùa vô hại nhưng hễ khi nào con số trên ứng dụng này nhảy về số 0 thì sẽ có người phải ra đi.
Phim xoay quanh một nữ y tá, cô ta vô cùng hoảng loạn khi nhận ra rằng ứng dụng Countdown trên điện thoại là có thật và đang hiển thị thời gian sống chỉ còn có vài ngày, càng mệt mỏi hơn khi chính đứa em gái cũng gần như có cùng thời điểm chết với mình. Khi thời gian dần cạn kiệt, họ tìm mọi cách để có thể gỡ ứng dụng khỏi máy và thoát khỏi bàn tay tử thần.

## Nội dung
Trong một bữa tiệc, một thiếu nữ tên Courtney bị bạn bè thuyết phục tải xuống Countdown, một ứng dụng dường như có thể dự đoán thời gian còn lại để sống của người dùng. Cô ấy giật mình khi ứng dụng cho biết cô chỉ còn 3 giờ để sống. Sau khi Courtney từ chối lên xe cùng với bạn trai say xỉn Evan, cô nhận được thông báo từ ứng dụng rằng cô đã phá vỡ "thỏa thuận người dùng". Trở về nhà, cô bị tấn công bởi một thực thể vô hình và bị giết khi đồng hồ đếm ngược của cô chạm mốc 0. Cùng lúc đó, Evan gặp tai nạn xe và một nhánh cây đâm thẳng vào nơi Courtney đáng lẽ phải ngồi nếu cô không tránh né chuyến xe ấy.
Quinn Harris, một y tá làm việc tại bệnh viện nơi Evan bị thương được chuyển vào để điều trị, thường xuyên bị quấy rối tình dục bởi cấp trên của cô, bác sĩ Sullivan, nhưng cô không dám tiết lộ việc này vì cô là người mới. Evan nói với cô về Courtney và những nghi ngờ của anh về ứng dụng này. Anh ta cũng tiết lộ rằng anh ta sẽ chết vào thời điểm anh ta chuẩn bị được phẫu thuật. Quinn bác bỏ những hoài nghi của anh ta nhưng cuối cùng chọn tải xuống ứng dụng sau khi đồng nghiệp của cô đã tải ứng dụng ấy, để rồi kinh hoàng khi phát hiện ra cô ấy chỉ còn ba ngày sống. Evan sau đó từ bỏ ca phẫu thuật của mình và tìm cách trốn khỏi bệnh viện, nhưng rồi đối mặt với một phiên bản ác quỷ của Courtney trước khi bị giết bị thực thể ấy.
Khi Quinn biết được thông tin Evan đã chết, lo sợ cho tính mạng của bản thân, cô hủy bỏ kế hoạch đi thăm mộ phần của mẹ với em gái Jordan và cha của cô trước khi được thông báo rằng cô đã phá vỡ thỏa thuận người dùng. Cô nghiên cứu ứng dụng, tìm hiểu về cái chết của Courtney và biết được rằng những điều tương tự đã xảy ra với những người dùng ứng dụng khác, thế nhưng những sự việc trên đều được cho là giả mạo. Hoảng sợ, cô mua một chiếc điện thoại mới nhưng phát hiện ra ứng dụng Countdown đã được cài đặt sẵn trên chiếc điện thoại ấy. Sau khi bị tấn công bởi một hình nhân quỷ dị, cô gặp Matt, người mà ứng dụng Countdown khẳng định rằng sẽ chết vài giờ trước Quinn.
Khi đang làm việc, Quinn biết được rằng bác sĩ Sullivan đã lừa các nhân viên nghĩ rằng cô ta đã quấy rối tình dục anh ta: kết quả là cô bị đình chỉ công tác. Matt bị tấn công bởi thực thể mang hình dạng của người anh trai quá cố của mình. Hai người xem qua thỏa thuận người dùng, trong đó có ghi rằng thỏa thuận sẽ bị phá vỡ nếu người dùng cố gắng thay đổi số phận của họ. Họ nhận ra rằng họ đều có những kế hoạch bị huỷ bỏ: chuyến đi của Quinn cùng gia đình và chuyến đi xe lửa của Matt, thứ có thể dẫn đến cái chết định sẵn của họ. Họ bẻ khoá ứng dụng và tìm hiểu được rằng em gái của Quinn, Jordan, được xác định sẽ chết ngay trước cái chết của Quinn. Derek, nhân viên bán điện thoại đã giúp họ bẻ khoá ứng dụng, thêm nhiều năm nữa vào quỹ thời gian của Quinn, Matt và Jordan. Tuy nhiên, Quinn bị con quỷ lấy hình dạng cơ thể Matt tấn công và thời gian đếm ngược quay trở về như thời điểm ban đầu, còn Jordan sau khi biết tin cũng bị tấn công bởi một con quỷ dưới hình hài của người mẹ quá cố của cô.
Sau khi Quinn và Matt giải cứu Jordan, ba người họ đã tham khảo ý kiến của một vị linh mục là Cha John. Ông xác định con quỷ liên kết với ứng dụng Countdown tên là Ozhin, đồng thời đặt ra giả thuyết rằng lời nguyền có thể bị phá vỡ nếu ai đó chết ngay trước khi đếm ngược kết thúc hoặc sống sau khoảng thời gian đó. Họ chuẩn bị một vòng tròn pháp thuật để bảo vệ họ khỏi các cuộc tấn công của Ozhin. Thế nhưng Ozhin, dưới nhân dạng của anh trai Matt, đã dụ được anh ta cùng hai người còn lại ra khỏi vòng tròn, giết chết Matt và khiến Jordan bị thương. Quinn nỗ lực đưa cô em gái của mình đến bệnh viện, nơi cô biết được Sullivan cũng quấy rối các nhân viên nữ khác. Nhận ra rằng cô có thể giết anh ta và bẻ gãy dự đoán 57 năm mà ứng dụng Countdown của anh ta đã tiên đoán, cô cố gắng tấn công anh ấy, nhưng con quỷ Ozhin biết được mục đích của hành động ấy và cứu lấy Sullivan, cùng lúc đó săn đuổi Jordan. Khi Ozhin chuẩn bị giết Jordan, Quinn dùng thuốc quá liều, hy sinh bản thân trước khi đồng hồ của cô kết thúc nhằm chứng minh rằng ứng dụng đã sai. Jordan để ý trên Quinn có vẽ lên cánh tay một biểu tượng vòng tròn và dòng chữ "Narcan". Dựa trên chỉ dẫn đó, cô hồi sinh Quinn bằng Naloxone (thứ mà dòng chữ "Narcan" ám chỉ tới) và họ đã thành công. Đồng hồ đếm ngược của cả hai dừng lại.
Sau khi thăm mộ của mẹ cùng gia đình, Quinn nghe được tin tức về vụ bắt giữ bác sĩ Sullivan sau khi nhiều y tá đứng lên và công khai câu chuyện bị quấy rối của họ. Hai chị em Quinn và Jordan hoảng sợ khi phát hiện ra bản cập nhật của ứng dụng kia mang tên Countdown 2.0 đã được tự động tải xuống điện thoại của Quinn.
Trong một cảnh phim được chiếu giữa danh đề, Derek đang trong một buổi hẹn hò thông qua ứng dụng Tinder. Khi người bạn ghép đôi của anh ấy vào nhà vệ sinh, điện thoại của Derek rung lên. Mở điện thoại lên để kiểm tra, ứng dụng Countdown của anh ấy cho biết Derek đã phá vỡ thỏa thuận người dùng. Đèn trong nhà hàng tắt trước khi anh ta bị một con quỷ vô hình tấn công và giết chết.

## Diễn viên
- Elizabeth Lail với tư cách Quinn Harris [3]
- Jordan Calloway trong vai Matt Monroe
- Talitha Bateman trong vai Jordan Harris
- Tichina Arnold với vai Y tá Amy
- P. J. Byrne với tư cách là Cha John
- Peter Facinelli trong vai Tiến sĩ Sullivan
- Anne Winters trong vai Courtney
- Matt Letscher trong vai Charlie Harris
- Dillon Lane trong vai Evan
- Tom Segura với tư cách là Derek
- Charlie McDermott với vai Y tá Scott
- Christina Pazsitzky với tư cách là Krissy
- Jeannie Elise Mai trong vai Allie
- Marisela Zumbado trong vai Kate

## Đón nhận

### Doanh thu phòng vé
Tại Hoa Kỳ và Canada, Ứng dụng tử thần đã được phát hành cùng với Cảnh sát da màu và Trận chiến ánh sáng, thu về khoảng 5 triệu đô la từ 2.675 rạp vào cuối tuần đầu. Bộ phim đã kiếm được 3,1 triệu đô la vào ngày đầu tiên, bao gồm 515.000 đô la từ các buổi công chiếu tối thứ năm. Nó tiếp tục vượt qua mức doanh thu dự kiến và cán mốc 9 triệu đô la, đứng thứ năm. Vào cuối tuần thứ hai, bộ phim đã thu về doanh thu giảm 35%, xuống còn 5,8 triệu đô la, đứng thứ bảy trong danh sách.

### Đánh giá chuyên môn
Trên Rotten Tomatoes, bộ phim có tỷ lệ đánh giá tích cực 26% với mức điểm trung bình 4.09/10 dựa trên 69 đánh giá. Sự đồng thuận của các nhà phê bình trang web, "Ứng dụng tử thần có thể cung cấp một vài cú hích thoáng qua cho những người hâm mộ kinh dị trong bối cảnh không có quá nhiều phim được ra mắt, nhưng nó thiếu đi những yếu tố dí dỏm hoặc sáng tạo để gây ấn tượng lâu dài."  Trên Metacritic, phim có điểm trung bình là 31 trên 100, dựa trên 16 nhà phê bình, cho thấy rằng "đánh giá chung không thuận lợi."  Khán giả được thăm dò bởi CinemaScore đã cho phim mức điểm trung bình "C+" trên thang điểm từ A+ đến F, trong khi đó những khán giả được khảo sát tại PostTrak đã cho bộ phim 3 trên 5 sao.